# 胡苏姆的番红花

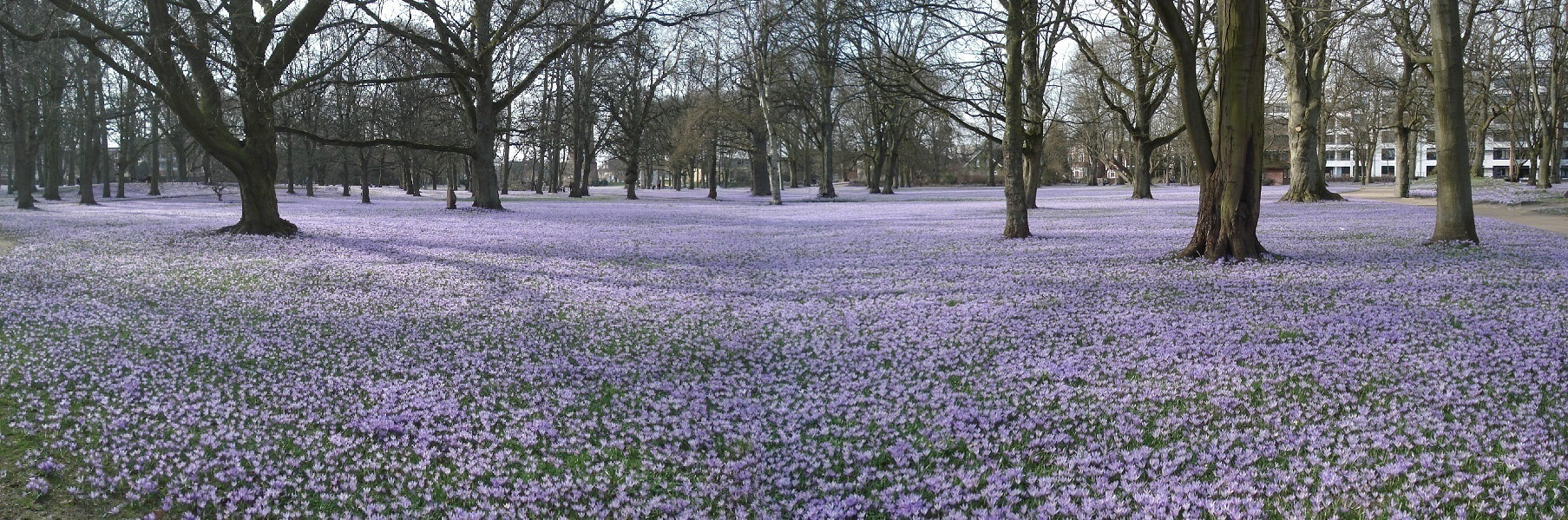
胡苏姆城堡花园里的春番红花

胡苏姆的番红花（德语：Husumer Krokusblüte）指的是德国石勒苏益格-荷尔斯泰因州胡苏姆市的番红花景观。每年三月，400万株春番红花将胡苏姆城堡花园5万平方米的土地变成了紫色的花海。